# An deiner Seite
An deiner Seite (Originaltitel: The Story of Us) ist ein amerikanisches Filmdrama von Rob Reiner aus dem Jahr 1999. Die Hauptrollen spielten Bruce Willis und Michelle Pfeiffer.

## Handlung
Ben Jordan ist ein Komödienautor und seit 15 Jahren mit der Kreuzworträtseldesignerin Katie verheiratet. Doch die Ehe ist festgefahren: Sie leben, hauptsächlich ihren Kindern Erin und Josh zuliebe, mehr in Ritualen. Während Ben seiner Frau vorwirft, dass es ihr an Spontaneität fehlt, behauptet sie, dass ihr Mann zu wenig verantwortungsbewusst sei. Als die Kinder über die Sommerferien ins Ferienlager abreisen, beschließt das Paar, sich zu trennen.
Doch beiden fällt die Trennung schwerer, als sie zugeben wollen: Immer wieder tauchen Kleinigkeiten auf, die sie an frühere Ereignisse denken lassen. Als ein Elternbesuch im Ferienlager ansteht, raufen sich die beiden wieder zusammen, um den Kindern die Ferien nicht zu verderben. Auch bleibt es nicht aus, dass sie sich hin und wieder sehen. Katie lässt sich sogar auf eine Affäre mit einem Zahnarzt ein, kann sich aber nicht richtig von Ben lösen. Als die Kinder schließlich, am Ende der Ferien, am vereinbarten Sammelpunkt abgeholt werden sollen, beschließen Ben und Katie, ihrer Ehe noch einmal eine Chance zu geben.

## Kritiken
James Berardinelli schrieb auf ReelViews, man könne den Film „Harry und Sally 15 Jahre später“ nennen. Der Film zeige, was passiert, wenn alltägliche Routine und kleinere Meinungsverschiedenheiten in der Ehe in einer unüberwindbaren Kluft münden. Der Film sei meistens einsichtig und intelligent, lediglich das Ende sei nicht plausibel. Er sei manipulativ, aber auf eine geschickte Weise eine weitere Variante des robusten amerikanischen Credos vom Glück. Berardinelli lobte die Dialoge, kritisierte aber die nicht besonders sorgfältig ausgearbeiteten Nebencharaktere, zuweilen bis zur Farce abgesunken.
Die Redaktion von Prisma lobte das Fehlen von falschem Pathos und die Darstellungen.
Die Redaktion der Berliner Zeitung B.Z. schrieb, die Komödie sei der schlechteste Film von Rob Reiner und bezeichnete ihn als „ein Machwerk“.
Das Lexikon des internationalen Films schrieb, der Film sei ein „flügellahmes Vehikel für die beiden zentralen Stars“.

## Auszeichnungen
Colleen Rennison wurde im Jahr 2000 für den Young Artist Award nominiert.
Eric Claptons Titelsong Get Lost wurde 2000 für den Golden Satellite Award nominiert.
Ronnie Specter wurde 2000 für den Hollywood Makeup Artist and Hair Stylist Guild Award nominiert.
Die Deutsche Film- und Medienbewertung FBW in Wiesbaden verlieh dem Film das Prädikat wertvoll.

## Hintergrund
Die Dreharbeiten fanden in Los Angeles, in Venedig und in den Culver Studios in Kalifornien statt. Die Produktionskosten betrugen schätzungsweise 50 Millionen US-Dollar.

## Filmmusik
Im auf der DVD verfügbaren Making-of erzählt Regisseur Rob Reiner, dass er unbedingt Eric Clapton für den Soundtrack gewinnen wollte. Er schickte Clapton eine Rohschnitt-Fassung des Films und bekam einige Wochen später von diesem ein Demo-Band, auf dem Clapton einige Songs eingespielt hatte, die schließlich im Film verwendet wurden. Ebenfalls zu hören ist Claptons bereits in den 1970er Jahren aufgenommenes Wonderful tonight sowie das Stück Classical Gas von Mason Williams. Die weitere Filmmusik stammt von Marc Shaiman, der auch für viele weitere Filme von Rob Reiner die Soundtracks komponiert hat.